# Осада британского резидентства в Кабуле
Осада британского резидентства в Кабуле (англ. Siege of the British Residency in Kabul) — одно из событий Второй англо-афганской войны, которое произошло 3 сентября 1879 года в Кабуле, столице эмирата Афганистан. Взбунтовавшаяся против эмира Якуб-хана афганская армия напала на британское резидентство в кабульской крепости и, после 8-часовой осады взяла резидентство штурмом. При этом погиб глава резидентства, Пьер Каваньяри. Это событие спровоцировало начало второй фазы войны: индийское правительство направило в Афганистан дивизию генерала Робертса, который в октябре вошёл в Кабул и организовал следствие по событиям 3 сентября.

## Предыстория
6 июля 1879 года майор Каваньяри покинул резиденцию индийского вице-короля в Шимле и отправился в Кабул. Его сопровождал эскорт из 25 всадников и 50 пехотинцев Корпуса разведчиков под командованием лейтенанта Уолтера Гамильтона. 
Каваньяри отправился дорогой, идущей через Курамскую долину и Шутагарданский перевал. 18 июля Каваньяри и сопровождавший его генерал Робертс встали лагерем у селения Кассим-Хель на границе афганской территории, здесь миссию встретил представитель эмира, Сирдар Кушдиль-Хан и отсюда до Кабула Каваньяри ехал под охраной афганского кавалерийского эскадрона. Через пять дней миссия прибыла в Кабул и разместилась в крепости Бала-Хиссар. 12 июля вице-король Индии опубликовал благодарности всем, кто отличился в ходе первой фазы конфликта, а 29 июля были обнародованы награды и повышения. Каваньяри получил орден Бани гражданского класса. Газеты писали, что война с Афганистаном окончена, границы Индии стали более надёжными, а русского вторжения можно не опасаться.
Между тем ситуация в Афганистане была нестабильной, эмир терял власть над провинциями: Афганский Туркестан и Бадахшан восстали, а в Герате, где правил Аюб-хан, брат эмира, ситуация становилась неподконтрольной. Эмир отправил полки регулярной армии усмирять Туркестан и Бадахшан, а для охраны Кабула набрал новые полки, которые были плохо дисциплинированы и на их содержание не хватало денежных средств.
По прибытии в Кабул Каваньяри был торжественно принят эмиром, но в первые же дни он понял, насколько опасна ситуация. Кабул сильно пострадал от эпидемии холеры, а новонабранные полки требовали выплаты жалованья и отказывались покинуть город, пока не получат его полностью. Каваньяри знал, что в казне нет денег для этого. 6 августа в донесении в Индию Каваньяри написал, что афганские солдаты ходят по городу с обнажёнными саблями, проклинают эмира и его британских покровителей, и что ему советовали не покидать миссию пару дней.

## Осада

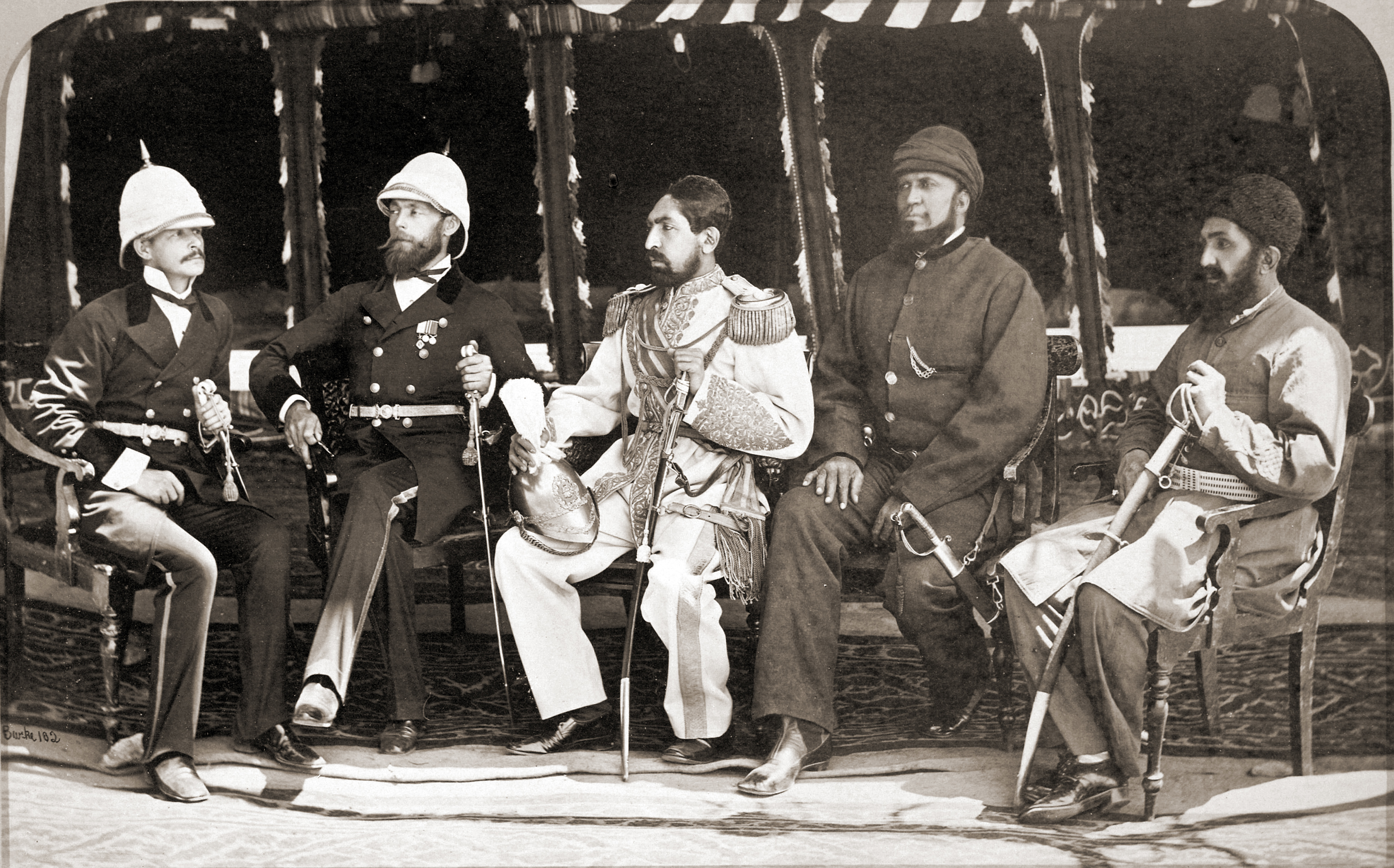
фото мая 1879 года: Дженкинс, Каваньяри, Якуб-хан, Дауд-Шах и Хабибула Мустафи

События 3 сентября, последних часов британской миссии в Кабуле, известны только приблизительно. Все англичане погибли. Немногие уцелевшие индусы из корпуса разведчиков смогли сообщить только отрывочные сведения. Показания афганских свидетелей и самого эмира тоже нельзя считать надёжным источником. Свидетели расходятся во всех показаниях: и относительно количества нападающих, и относительно времени нападения.
Известно, что 1 или 2 сентября примерно три из шести гератских полков отправили к эмиру делегацию с жалобой на своё положение. Их просьбы пообещали полностью удовлетворить, и таким образом ещё вечером 2 сентября не было признаков беспокойства. Утром 3 сентября из британской миссии отправился отряд фуражиров, который следовал к селению Бен-и-Хиссар. Отряд возглавлял офицер Коте Дуффадар Фаттех-Мохамед с двумя всадниками (мусульманином и сикхом). Примерно через час отряд услышал стрельбу у крепости Бала-Хиссар. Коте Дуффадар сразу отправил группу косильщиков для защиты Ибрагим-хана, который командовал афганским кавалерийским отрядом около Бен-и-Хиссар, а сам отправился к резиденции. Приблизившись, он увидел множество людей на крыше резиденции, хотя было известно, что туда запрещено подниматься, чтобы не беспокоить соседей. Далее группа вооружённых людей вышла из города и заставила Коте Дуффадара уйти к форту неподалёку, гарнизон которого состоял из представителей его родного племени, и которое теперь давало убежище своим единоплеменникам, бегущим из Кабула.
Из других источников стало известно, что когда фуражиры покинули крепость, в неё вошли два или три полка в форме, с холодным оружием, но без винтовок. Они снова стали требовать выплаты долгов, но когда им предложили выплатить часть, они открыто взбунтовались. Были свидетели того, что кто-то, из командиров или просто из толпы, прокричал: «пустите нас к Каваньяри! Он нам заплатит!». Солдаты сразу бросилась к резидентству, при этом сбив с ног и ранив Дауд-Шаха, главнокомандующего афганской армии. Первым делом они напали на конюшни и разграбили их. Одни свидетели утверждали, что офицеры эскорта запретили стрелять по нападающим, а другие утверждали, что охрана выстрелила без приказа, убив шесть или девять человек. Один свидетель утверждал, что Каваньяри вышел на крышу и спросил, чего хотят нападающие. Те сказали, что им нужно их жалованье, а он ответил, что не может вмешиваться в дела управления армией. Это возмутило солдат и они выломала двери резидентства, при этом охрана открыла огонь.

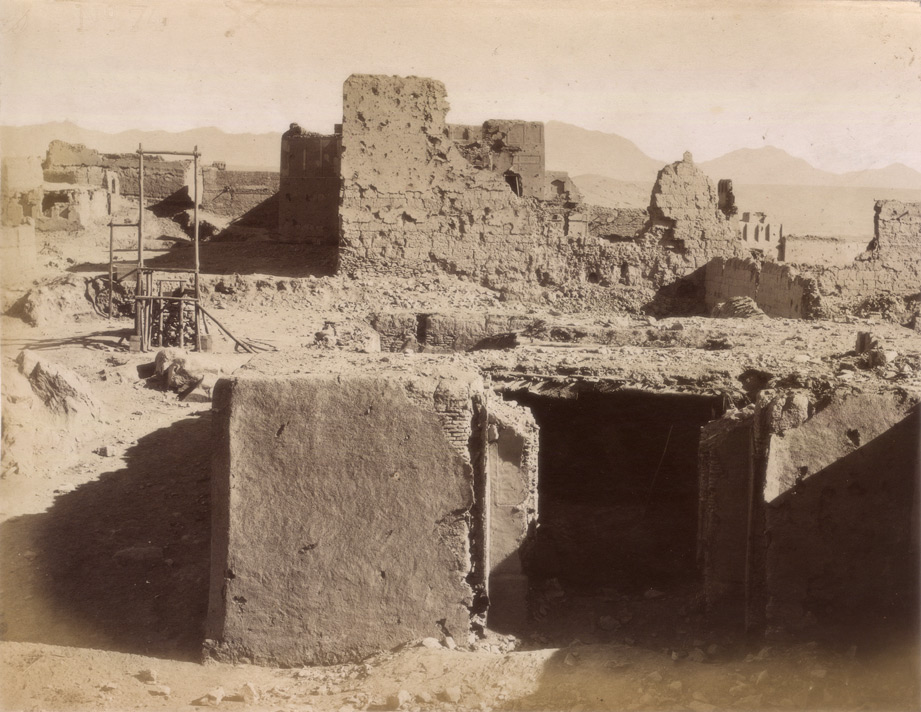
Руины резидентства и виселица на месте гибели лейтенанта Гамильтона

Тогда толпа покинула резидентство. Часть пошла к лагерю, где остались их винтовки, а часть разграбила арсенал, захватив оружие и боеприпасы. Каваньяри воспользовался этой паузой, чтобы укрепить миссию. Она была неудобна для обороны, поскольку все здания вокруг были выше её, но он мог надеяться продержаться какое-то время, пока эмир на наведёт порядок. Весь эскорт отступил в основное здание, а в парапете крыши были проломаны амбразуры. Вскоре восставшие начали обстреливать резиденцию и Каваньяри первым ответным выстрелом убил человека у входа в арсенал. Около 09:00 Каваньяри, Дженкинс, Гамильтон и Келли и 25 человек эскорта совершили вылазку, отбросив атакующих. После этого последовали ещё три вылазки. Примерно в полдень Каваньяри был ранен пулей в голову. Примерно в то же время Каваньяри отправил эмиру запрос о помощи. Его смог доставить кабулец Гулям Наби, который когда-то служил в корпусе разведчиков. Второе письмо было послано с индусом, но он был убит на выходе из резидентства. В 14:00 к резидентству восставшие подтащили пушки и одновременно были найдены лестницы, по которым атакующие взобрались на крышу здания. Обороняющиеся спустились внутрь здания, где столкнулись с другим отрядом атакующих. Кто-то поджог здание, начался пожар. Когда сгорели балки перекрытия, всё здание рухнуло, и под ним погибли почти все, кто остался в живых, в их числе Каваньяри. Чуть позже Гамильтон и Дженкинс вышли из здания бани и были убиты. Неизвестна судьба Келли, ходили слухи что он как-то выжил.
Нападение началось в 08:00 и завершилось в 16:00, хотя отдельные выстрелы были слышны и позже. Один кабульский мулла рассказывал, что явился к эмиру и просил его сделать что-то. Эмир, по его словам, сказал, что нападающих тысячи, и он ничего не может с ними сделать. Дауд-Шах верхом отправился к резиденции, но было видно, как там его сбросили с коня. По другим свидетельствам, эмир хотел вмешаться, но его отговорили.

## Последствия
Британское правительство, как и все британские чиновники в Шимле были уверены, что дела идут хорошо: эпидемия холеры прошла, отношения с афганским эмиром налажены, а предстоящее путешествие эмира в Индию обещало ещё больше сблизить его с британским правительством. Если лорд Литтон и его советники и заметили что-то подозрительное в отчётах Каваньяри, то они не предали этому значения, и полагали, что слова «всё хорошо» в его телеграммах относятся именно к политической обстановке. Поэтому правительство оказалось психологически не готово к тем новостям, которые пришли утром 5 сентября. Гонец из Кабула сообщил о событиях 3 сентября Робертсу, тот сразу известил Литтона, который собрал совет для принятия решения. Так как ещё оставались надежды на то, что члены миссии живы, то было решено пока не предавать события гласности. Генералу Мэсси, командующему войсками в Курамской долине, было приказано взять две батареи горных орудий, эскадрон кавалерии, роту сапёров и 3000 пехоты и быть готовым к броску на Кабул. Одновременно, на случай, если миссия уже погибла, предполагалось начать более масштабную операцию, во главе которой решено было поставить генерала Робертса. И только к вечеру 5 сентября пришло сообщение, что с миссией покончено.
6 сентября о событиях стало известно всему обществу в Шимле. В тот день армейские офицеры получили приказ отправиться в Курам, была отправлена телеграмма госсекретарю по Индии, а генералу Стюарту было приказано вернуться в Кандагар. Генерал Мэсси получил приказ занять перевал Шутагардан и оповестить эмира, что армия Робертса скоро выдвинется к Кабулу через этот перевал. Вождя племени гильзаев попросили оказать армии помощь в проходе по его территории. 12 сентября Робертс прибыл в Али-Хель, где принял командование отрядом в 6000 человек, которому предстояло наступать на Кабул. Это наступление привело впоследствии к сражению при Чарасиабе 6 октября и к сражениям за Шерпурский кантонмент в декабре 1879 года.

## Археологические исследования
Около 2007 года на территории крепости Бала-Хиссар проходили археологические раскопки, однако, почти все следы британского резидентства вместе с большими участками нижней крепости были стёрты в ходе последующих конфликтов. Многое погибло в начале 1990-х во время боёв в Кабуле, на спутниковых снимках юго-восточной части крепости, где располагалось резидентство, видны многочисленные траншеи.